# Amos Eaton
Pour les articles homonymes, voir Eaton.
 (octobre 2015).
Si vous disposez d'ouvrages ou d'articles de référence ou si vous connaissez des sites web de qualité traitant du thème abordé ici, merci de compléter l'article en donnant les références utiles à sa vérifiabilité et en les liant à la section « Notes et références ».
Amos Eaton est un géologue et un botaniste américain, né le 17 mai 1776 dans la paroisse de New Concord (aujourd'hui Chatham) dans le district de Columbia, dans l'État de New York et mort le 10 mai 1842 à Troy, dans l'État de New York.

## Biographie
Bien que passionné par l'histoire naturelle, Eaton opte des études de droit. Admis au barreau de New York en 1802. En 1811, Eaton est accusé de contrefaçon et est emprisonné. Bien qu'il proclame son innocence, il reste cinq ans en prison.
C'est durant sa détention qu'il commence à faire des études scientifiques. Lors de sa libération, il passe un an au Yale College pour étudier la science sous Benjamin Silliman (1779-1864), le premier avoir distillé du pétrole, et Eli Ives (1778-1861). Il retourne ensuite au Williams College où il commence une série de conférences très appréciées.
En 1817, il fait paraître A Botanical Dictionary and Manual of Botany for the Northern States.
En 1818, il se rend à Albany, une région qui commence à connaître une forte croissance industrielle et commerciale. Il y passe six ans à faire des conférences itinérantes. Parallèlement, il rédige des manuels de chimie, de zoologie et de géologie.
Pour rendre plus concrètes ses idées novatrices en matière d'éducation, Eaton obtient le soutien de Stephen Van Rensselaer (1764-1839), millionnaire et philanthrope, et fonde l'école Rensselaer en 1824. Eaton y enseigne le reste de sa vie et formera de nombreux scientifiques comme James Hall (1811-1898), Asa Fitch (1803-1879), Ebenezer Emmons (1799-1863), Abram Sager (1810-1877), Douglass Houghton (1809-1845) ou Eben Norton Horsford (1818-1893).